# エンリケ・カストロ・ゴンサレス
キニ（Quini）ことエンリケ・カストロ・ゴンサレス（Enrique Castro González, 1949年9月23日 - 2018年2月27日）は、スペイン・オビエド出身の元サッカー選手。スペイン代表であった。ポジションはFW。
リーガ・エスパニョーラ通算219得点は歴代6位である。プリメーラ・ディビシオン（1部）でのピチーチ賞受賞5回は、テルモ・サラの6回に次いで2位タイである。同じく5回獲得した選手に、リオネル・メッシ、ウーゴ・サンチェスとアルフレッド・ディ・ステファノがいる。セグンダ・ディビシオン（2部）での2回の得点王を合わせ、合計で7回得点王を獲得した。

## 経歴

### クラブ

#### スポルティング・ヒホン
アストゥリアス州オビエドに生まれ、1968年にアマチュアクラブのエンシデーサから隣町ヒホンにあるスポルティング・ヒホンに移った。同年にトップチームデビューし、1969-70シーズンにはセグンダ・ディビシオン（2部）で24得点を挙げて得点王に輝いた。そのシーズン終了後にプリメーラ・ディビシオン（1部）昇格を決めると、1970-71シーズンは初のプリメーラ・ディビシオン挑戦ながら30試合に出場して13得点を挙げた。その後の9シーズンでリーグ戦一桁得点に終わったシーズンは1度しかなく、プリメーラ・ディビシオンで3度、セグンダ・ディビシオンで1度のリーグ得点王（ピチーチ賞）に輝いた。1973-74シーズンにはプリメーラ・ディビシオンで初の得点王を獲得したが、皮肉にもプリメーラ・ディビシオンで2度目の得点王を獲得した1975-76シーズンにセグンダ・ディビシオン降格となった。1976-77シーズンにはセグンダ・ディビシオンで2度目となる得点王に輝き、1979-80シーズンにはプリメーラ・ディビシオンで3度目の得点王に輝いた。

#### FCバルセロナ
1980年夏、スポルティング・ヒホンのセグンダ・ディビシオン降格以来興味を示されていたFCバルセロナに移籍した。1981年3月1日、エルクレスCF戦(6-0)で2得点を決めた試合後、2人組の男に銃を突きつけられて小型トラックに乗せられ、誘拐された。事件は様々な展開を見せたが、スペイン警察とスイス警察の協力により、3月25日に無事に救出された。この期間内にFCバルセロナは4戦して1分しかできず、結局はタイトルレースから脱落することになった。このような事件があったにもかかわらず、1980-81シーズンと1981-82シーズンだけでリーグ戦合計47得点を挙げ、ふたつのクラブをまたがって3シーズン連続となるリーグ得点王の栄誉に輝いた。移籍初年度のコパ・デル・レイ決勝(3-1)では古巣スポルティング・ヒホン相手に2得点して優勝し、1981-82シーズンのUEFAカップウィナーズカップ決勝(2-1)ではベルギーのスタンダール・リエージュ相手にカンプ・ノウで逆転勝利を収めた。ホームでのCDカステリョン戦でクラブの通算3000得点目を決めたが、1982-83シーズンと1983-84シーズンは出場機会が減少し、35歳だった1984年に現役引退を表明した。

#### スポルティング・ヒホン復帰
FCバルセロナは引退記念試合を開催したが、彼は現役引退の考えを改めて古巣スポルティング・ヒホンと契約し、FCバルセロナでの晩年よりは比較的多くの試合に出場した。1987年6月14日、FCバルセロナ戦が現役最後の試合となった。プリメーラ・ディビシオンでは448試合に出場して219得点を挙げた。現役引退後はスポルティング・ヒホンのフロントに入った。

### 代表
1970年10月28日、サラゴサで行われたギリシャとの親善試合(2-1)でスペイン代表デビューし、初得点も決めた。1974年11月20日のUEFA欧州選手権1976予選・スコットランド戦では2得点を挙げたが、UEFA欧州選手権1976本大会に出場するメンバーからは外れた。1978年3月から4月にかけて、ノルウェーとメキシコとの親善試合で立て続けに得点し、1978 FIFAワールドカップ本大会に出場するメンバーにも選ばれたが、本大会では得点することなく1次リーグ3位でアルゼンチンを去った。1980年にはUEFA欧州選手権1980に出場し、ベルギー戦(1-2)で1得点を挙げたが、彼が主要国際大会で挙げた得点はこの1得点のみである。1982年には母国開催の1982 FIFAワールドカップに出場したが、2次リーグで敗退した。スペイン代表としては通算35試合に出場して8得点を挙げた。

### 死去
2018年2月27日、帰宅途中の車内で心筋梗塞を起こし、救命措置が行われたものの搬送中に容態が悪化、死去した。68歳没。

## タイトル

### クラブ
- FCバルセロナ

コパ・デル・レイ (2) : 1981-80, 1982-83
UEFAカップウィナーズカップ (1) : 1981-82
スーペルコパ・デ・エスパーニャ (1) : 1982-83
コパ・デ・ラ・リーガ (1) : 1982-83

### 個人
- プリメーラ・ディビシオン ピチーチ賞 (5) : 1973-74, 1975-76, 1979-80, 1980-81, 1981-82
- セグンダ・ディビシオン ピチーチ賞 (2) :1969-70, 1976-77
- ドン・バロン・アワード 最優秀スペイン人選手賞 (1) : 1978-79

## 個人成績

### 代表での得点
| #  | 開催日         | 開催地     | 対戦国           | スコア | 結果 | 大会                   |
| -- | -------------- | ---------- | ---------------- | ------ | ---- | ---------------------- |
| 1. | 1970年10月28日 | サラゴサ   | ギリシャ         | 2–0    | 2–1  | 親善試合               |
| 2. | 1974年11月20日 | グラスゴー | スコットランド   | 1–1    | 1–2  | UEFA欧州選手権1976予選 |
| 3. | 1974年11月20日 | グラスゴー | スコットランド   | 1–2    | 1–2  | UEFA欧州選手権1976予選 |
| 4. | 1978年3月29日  | ヒホン     | ノルウェー       | 1–0    | 3–0  | 親善試合               |
| 5. | 1978年4月26日  | グラナダ   | メキシコ         | 1–0    | 2–0  | 親善試合               |
| 6. | 1980年4月16日  | ヒホン     | チェコスロバキア | 2–2    | 2–2  | 親善試合               |
| 7. | 1980年6月15日  | ミラノ     | ベルギー         | 1–1    | 2–1  | UEFA欧州選手権1980     |
| 8. | 1982年2月24日  | バレンシア | スコットランド   | 2–0    | 3–0  | 親善試合               |